# Lau Lauritzen Sr.
Lauritz Lauritzen (født 13. marts 1878 i Silkeborg. død 2. juli 1938 i Gentofte) var en dansk filminstruktør, sceneinstruktør, manuskriptforfatter og skuespiller, der hovedsageligt er kendt for sine utallige korte folkekære filmkomedier og ikke mindst for opfindelsen af filmhistoriens første komikerduo: Fyrtårnet og Bivognen.
Han scenedebuterede som skuespiller på Aarhus Teater omkring år 1907 og blev der nogle år, inden han kom til hovedstadsteatrene Casino og Det ny Teater.
Han fik sin filmdebut i 1911 – både i egenskab af skuespiller såvel som manuskriptforfatter og medvirkede indtil 1914 i enkelte film for forskellige filmselskaber, men hovedsageligt Nordisk Film. Fra starten af 1914 blev han fast tilknyttet til Nordisk Film, hvor han ved siden af skuespillet og arbejdet med filmmanuskripter også begyndte at instruere film. Instruktørarbejdet blev det, der skulle optage det meste af hans tid i årene fremover. Han havde her sin instruktørdebut i filmen Herberg for Hjemløse, der havde premiere i november 1914. I perioden 1914-1919 fik han instrueret over 200 film for Nordisk Film, hovedsageligt korte lette og folkekære farcer og komikfilm. Han havde samlet et sammentømret komediehold, som han genbrugte i en mængde af film; Lauritz Olsen, Oscar Stribolt, Frederik Buch, Ingeborg Bruhn Bertelsen, Rasmus Christiansen, Astrid Krygell, Kate Fabian, Christian Schrøder, Agnes Andersen, Carl Schenstrøm.
I 1920 kom han til det nystartede svenskejede Palladium i Hellerup og tog hovedparten af sin skuespillertrup med sig. I 1920 lavede han her seks film. Selskabet kom i 1921 på danske hænder, og den 17. oktober 1921 var der premiere på Film, Flirt og Forlovelse – den første Fy & Bi-film; denne med Carl Schenstrøm som Fyrtaarnet og Harald Madsen som Bivognen. Det blev til yderligere 29 Fy & Bi-film – 27 stum- og 2 tone-. Filmene blev en stor international succes og stor indtjeningskilde for Palladium. Men det var filmen Don Quixote (1926), der blev hans mest ambitiøse film. Både i kunstnerisk såvel som produktionsmæssig henseende; alene optagelser i Spanien tog otte måneder, og både dekorationer og kostumer var overdådige udstyrsstykker.
Lauritz Lauritzen var primært en stumfilmsinstruktør, men lavede også nogle få tonefilm.
Lau Lauritzen var søn af købmand Martin Lauritzen. Han var gift to gange. Først med skuespillerinde Hulda Johanne Lauritzen (pigenavn: Christiansen; død 1955). Sammen fik de sønnen Lau Laritzen Jr. (1910-1977). Andet ægteskab, indgået den 18. november 1919, var med Ulla Johanne Lau Lauritzen (pigenavn: Poulsen) (1895 – 1951) – ægteskabet opløst. Han døde den 2. juli 1938 af hjertestop og ligger begravet på Hellerup Kirkegård i en nu nedlagt grav.

## Filmografi

### Som skuespiller
- Den farlige alder (instruktør August Blom, 1911)
- Christian Schrøder i Panoptikon (ubekendt instruktør, 1911)
- Vildledt Elskov (som Charles; instruktør August Blom, 1911)
- Kun en Tigger (som Georges Helmer, direktør; instruktør Holger-Madsen, 1912)
- Den svundne Lykke (som Valreas; ubekendt instruktør, 1912)
- Atlantis (instruktør August Blom, 1913)
- Kærlighed gør stærk (som P. Taffdrup, ingeniør på værftet; ubekendt instruktør, 1913)
- Chatollets Hemmelighed (som løjtnant von Høfft; instruktør Hjalmar Davidsen, 1913)
- Fra Fyrste til Knejpevært (som Ferrari, impresario; instruktør Holger-Madsen, 1913)
- Grev Dahlborgs Hemmelighed (instruktør Eduard Schnedler-Sørensen, 1914)
- Det sidste Møde (som løjtnant Sarauw; ubekendt instruktør, 1914)
- Balleteusens Hævn (som Riccardo, solodanser; instruktør Alexander Christian, 1914)
- Inderpigen (instruktør Robert Dinesen, 1914)
- Grev Zarkas Bande (instruktør Eduard Schnedler-Sørensen, 1914)
- Midnatssolen (som Gamle Schönherr, Franz' far, mineinspektør; instruktør Robert Dinesen, 1916)
- Gadeoriginalen (instruktør August Blom)
- Frelserpigen (som Løwe, grosserer; instruktør William Augustinus)
- Knap og Hægte (instruktør Eduard Schnedler-Sørensen)
- Den bortførte Brud (instruktør Sofus Wolder)

### Som instruktør
| - Den nye Huslærer (1914) - Den kulørte Slavehandler (1914) - De besejrede Pebersvende (1914) - Herberg for Hjemløse (1914) - En slem Dreng (1915) - Hvem var hun? (1915) - Den skønne Ubekendte (1915) - Kærlighed og Mobilisering (1915) - Kong Bukseløs (1915) - Skipperens Genfærd (1915) - En Skilsmisse (1915) - Familien Pille som Spejdere (1915) - Carl Alstrup og hans Tvillingebro'r (1915) - Held i Uheld (1915) - En søvnig Brudgom (1915) - Uniformens Magt (1915) - De Nygifte (1915) - Hans Kusine (1915) - En Kone søges (1915) - En Vandgang (1915) - Kærlighed pr. Flytteomnibus (1915) - Cowboymillionæren (1915) - To Mand frem for en Enke (1915) - Helten fra Østafrika (1915) - Hjertefejlen (1915) - Tyvepak (1915) - Den gale Digter (1915) - Susanne paa Eventyr (1915) - Tre om Een (1915) - Carl Alstrups Kærlighed paa Aktier (1915) - En virkelig Helt (1915) - Susanne i Badet (1915) - Oldtid og Nutid (1915) - Lige for lige (1915) - Flyttedags-Kvaler (1915) - En moderne Don Juan (1915) - Gammel Ost og Blomsterduft (1916) - En livlig Drøm (1916) - Trolden i Æsken (1916) - En bevæget Nat (1916) - En skindød Ægtemand (1916) - Hønseministerens Besøg (1916) - Det bertillonske System (1916) - En dejlig Dag (1916) - Det firbenede Plejebarn (1916) - Studentens glade Liv (1916) - En nydelig Onkel (1916) - Sommer-Kærlighed (1916) - Arvetanten (1916) - En uheldig Skygge (1916) - Den forrykte Komponist (1916) - Min Onkel Generalkonsulen (1916) - Skinsyge-Digteren (1916) - En munter Klinik (1916) - En landlig Uskyldighed (1916) - Den værdifulde Husassistent (1916) - Gullasch Grossererens Vogter (1916) - En sød Logerende (1916) - Den flyvende Kuffert (1916) - En nobel Fødselsdagsgave (1916) - Det gaadefulde Væsen (instruktør Robert Dinesen, Lau Lauritzen Sr., 1916) - Konfetti (1916) - Eventyr paa Fodrejsen (1916) - I tjenstligt Øjemed (1916) - Den livstrætte Theodor (1916) - Kærlighed og Spøgelser (1916) - Don Juans Overmand (1916) - Paraplyen (1916) | - Min Svigerinde fra Amerika (1917) - De tossede Kvindfolk (1917) - Diskenspringeren (1917) - Et livligt Pensionat (1917) - Je' sku' tale me' Jør'nsen (1917) - Ridderen af den bedrøvelige Skikkelse (1917) - Den forfulgte Brudgom (1917) - Et fremmeligt Barn (1917) - Professorens dyrebare Krukke (1917) - Ung og forelsket (1917) - Den glemsomme Professor (1917) - En uheldig Debut (1917) - Abemennesket (1917) - De forheksede Støvler (1917) - Hyrdepigens Kærlighed (1917) - Gentleman for en Time (1917) - Den megen Kærlighed (1917) - Sufflørens Stedfortræder (1917) - En hyggelig Morgenudflugt (1917) - Askepot (1917) - Den ny Kokkepige (1917) - Dydsdragonen (1918) - Pigespejderen (1918) - Ung Pige i Huset (1918) - Hun skriver paa Maskine (1918) - Naar Ungdommen raser (1918) - Straalemesteren (1918) - Reservestatisten (1918) - Hvis er Barnet? (1918) - Hjerterkonge (1918) - Hjertebetvingeren (1918) - Ned med Kærligheden (1918) - Tøffelheltens Fødselsdag (1918) - Ægtemand for en Time (1918) - Bunkebryllup (1918) - Hendes stille Sværmeri (1918) - Naar man er ung og forelsket (1918) - En uheldig Tyveknægt (1918) - Kærlighedsspekulanten (1918) - Da Tøffelhelten generalstrejkede (1918) - Hans lille Dengse (1918) - Damernes Ridder (1918) - Ægteskabshaderne (1918) - Han er løbet med min Kone (1918) - Jalousiens Magt (1918) - Kærlighed og Pædagogik (1918) - Mirakeltjeneren (1918) - Hatten med skatten (1918) - Frøken Theodor (1918) - Hendes Mands Forlovede (1919) - En kriminel Historie (1919) - Brændt a' (1919) - Det lille Pus (1919) - Agentens Tvillinger (1919) - Hans Kones Veninde (1919) - Bægersvingeren (1919) - Byens Herkules (1919) - Nellys Riddere (1919) - Boksernes Konge (1919) - De tossede Mandfolk (1919) - Mekanik-Pigen (1919) - Mælkemandens Hest (1919) - Den store Gevinst (1919) - Fugleskræmslet (1919) - Med og uden Kone (1919) - Kærlighedsdigteren (1919) - Kærlighed og Lotteri (1919) | - Godsejeren (1919) - Mesterdetektiverne (1919) - Nalles Børnehave (1919) - Maharajaens Yndlingsflamme (1919) - En forfløjen Ægtemand (1919) - Lotterisedlen (1919) - Den Sømand han maa lide (1919) - Skørtejægeren (1919) - Har været med et Brev i Postkassen (1919) - Studentmagersvenden (1919) - Han vil til Filmen (1919) - De er splittergale (1919) - Han spiller Fodbold (1919) - Den skønne Ubekendte (1919) - Han skal duellere (1919) - Har De ikke set Cecilie? (1919) - Mandens Overmand (1919) - Klavervirtuosen (1919) - Skandalemageren (1919) - Kærlighed og Kontanter (1919) - Hjertetyven (1919) - Mesterhypnotisøren (1919) - En hustru till låns (SE, 1920) - En Sølvbryllupsdag (1920) - Væddeløberen (1920) - De keder sig paa Landet (1920) - Evas Forlovelse (1920) - De Nygifte (1920) - Frøken Larsens Karriere (1920) - Den tapre Skrædder (1920) - Den standhaftige Spillemand (1920) - Hans bedre Halvdel (1920) - Den lille Don Juan (1920) - Hun fik ham ikke (1920) - Kærlighed og Overtro (1920) - En Fiasko (1920) - Den forvandlede Don Juan (1920) - Den fattige Millionær (1920) - Den kære Husfred (1921) - Silkesstrumpan (SE, 1921) - Rejsen til Maanen (1921) - Skaf mig en Kæreste (1921) - Ungkarleliv (1921) - De livlige Statuer (1921) - Metode i Galskaben (1921) - Harems-Mystik (1921) - Kæledæggen (1921) - Hans Ungdomsbrud (1921) - Amatørdetektiven (1921) - Kærlighed og Fuglekvidder (1921) - Kärlek och hypnotism (SE, 1921) - Harestegen (1921) - Han, hun og Hamlet (1922) - Han er Mormon (1922) - Hans Kones Mand (1922) - Sol, Sommer og Studiner (1922) - Blandt Byens Børn (1923) - Daarskab, Dyd og Driverter (1923) - Grønkøbings glade Gavtyve (1925) - Takt, Tone og Tosser (1925) - Ulvejægerne (1926) - Dødsbokseren (1926) - Filmens Helte (1928) - Kys, Klap og Kommers (1929) - Krudt med knald (1931) - Her er vi igen (instruktør A.V. Olsen, Lau Lauritzen Sr., 1932) - Københavnere (1933) - Giftes - nej Tak! (1936) |

### Som manuskriptforfatter
- Ekspeditricen (instruktør August Blom, 1911)
- Gøglerblod (ubekendt instruktør, 1911)
- Svindlere (instruktør Eduard Schnedler-Sørensen, 1914)
- Søndagsjægerens Jagtæventyr (instruktør Eduard Schnedler-Sørensen, 1914)
- Luksuschaufføren (instruktør Robert Dinesen, 1918)

### Som både instruktør og manuskriptforfatter
| - Den tapre Svigermor - Dansegalskab - Den ædle Skrædder - Alle Kneb gælder (1915) - Spøgelsestyven (1915) - Frierscenen (1915) - En Skilsmisse (1915) - Digteren og Basunblæseren (1916) - Vidunderhunden (1916) - En moderne Landevejsridder (1918) - Den firbenede Barnepige (1918) - Den firbenede Sherlock Holmes (1918) - Skruebrækkeren (1919) - Livsforsikringsagenten (1919) - Manden, der gøer (1919) - Kärlek och björnjakt (SE, 1920) - Jeg elsker Dem, Tusnelda (1920) - Det levende Hittegods (1920) - Landsvägsriddare (SE, 1921) - Film, Flirt og Forlovelse (1921) - Landligger - Idyl - Vandgang (1922) | - Mellem muntre Musikanter (1922) - Kan Kærlighed kureres? (1922) - Vore Venners Vinter (1923) - Professor Petersens Plejebørn (1924) - Lille Lise Letpaataa (1924) - Ole Opfinders Offer (1924) - Raske Riviera Rejsende (1924) - Don Quixote (1926) - Vester-Vov-Vov (1927) - Tordenstenene (1927) - Kraft og Skønhed (1928) - Højt paa en Kvist (1929) - Hallo! Afrika forude! (1929) - Hr. Tell og Søn (1930) - Pas paa Pigerne (1930) - Fy og Bi i Kantonnement (1932) - Han, hun og Hamlet (1932) - Med fuld musik (1932) - Barken Margrethe af Danmark (1934) - De bør forelske Dem (1935) - Provinsen kalder (1935) |